# FC Viktoria 1889 Berlin
Fußball-Club Viktoria 1889 Berlin Lichterfelde-Tempelhof e.V., mer känt som FC Viktoria 1889 Berlin eller Viktoria Berlin, är en tysk fotbollsklubb som bildades genom en sammanslagning av klubbarna BFC Viktoria 1889 and Lichterfelder FC., den 1 juli 2013. Klubben räknas sin historia från när Berliner Fußball-Club Viktoria bildades år 1889.
A-laget spelar sina hemmamatcher på Friedrich-Ludwig-Jahn-Sportpark belägen i stadsdelen Prenzlauer Berg i Berlin. 
Laget spelar i ljusblå tröjor och strumpor, vita byxor. Bortastället är helrött. 